# 江津駅
江津駅（ごうつえき）は、島根県江津市江津町にある、西日本旅客鉄道（JR西日本）山陰本線の駅である。
以前は当駅を起点とする三江線が乗入れていた。事務管コードは▲640758。

## 歴史

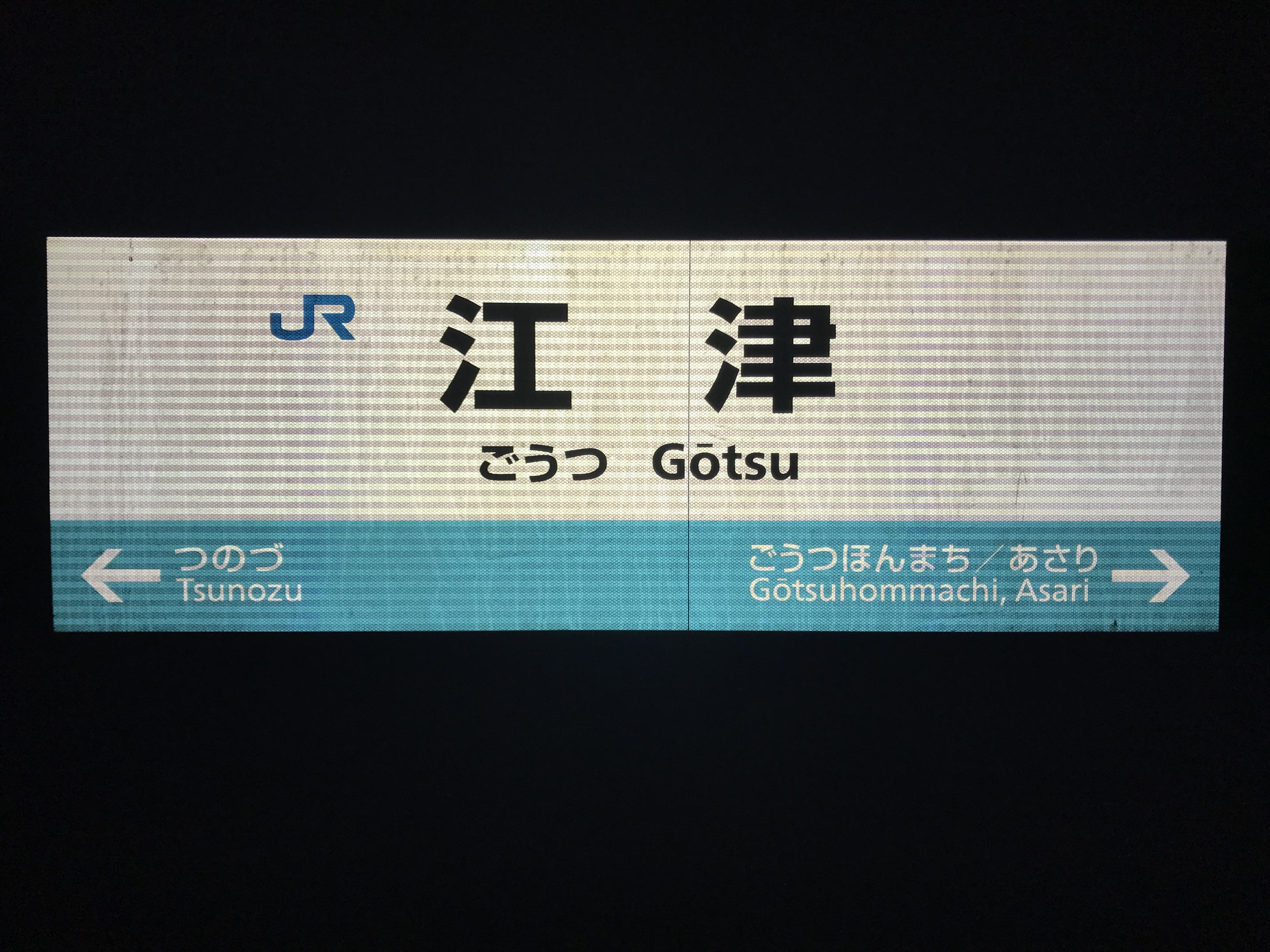
三江線があった当時の駅名標（2018年3月）

- 1920年（大正9年）12月25日：鉄道省山陰本線浅利駅 - 都野津駅間延伸時に、石見江津駅（いわみごうつえき）として開設[9]。一般駅[10]。
  - 北陸本線に郷津駅（1969年廃止、読みは「ごうづ」）があったため、石見の国名を付けた。
- 1930年（昭和5年）4月20日：三江北線（後の三江線）当駅 - 川戸駅間開通[11]。乗換駅となる[11]。
- 1957年（昭和32年）7月：現2代目駅舎が竣工[1]。
- 1970年（昭和45年）6月1日：郷津駅廃止に伴い江津駅（ごうつえき）に改称[1]。
- 1971年（昭和46年）4月19日：全国植樹祭に出席した天皇、皇后が乗車するお召し列車が大田市駅発、江津駅着で運行[12]。
- 1973年（昭和48年）7月10日：待避線で対向第2002列車を待ち合わせていた下り貨物第876列車（現車17両）の4両目のタンク車のタンク上面が破裂し、塩酸が噴出する事故が発生。ホームにいた旅客9名、郵政職員5名、駅職員3名、作業員1名の計18名が負傷[13]。
- 1975年（昭和50年）
  - 8月31日：三江北線が三江線の一部となる。
- 1986年（昭和61年）11月1日：荷物扱い廃止[10]。
- 1987年（昭和62年）4月1日：国鉄分割民営化に伴い、西日本旅客鉄道（JR西日本）・日本貨物鉄道（JR貨物）の駅となる[10]。
- 1997年（平成9年）3月22日：貨物列車設定廃止[10]（実際には前年秋から運休扱い）。
  - 日本製紙江津工場へ向かう、苛性ソーダ（南延岡駅発送）や濃硫酸（幸崎駅発送）が到着していた。
- 2006年（平成18年）4月1日：JR貨物の駅が廃止、貨物取扱廃止[14]。
- 2018年（平成30年）4月1日：三江線廃止[7]。
- 2023年（令和5年）
  - 2月28日：みどりの窓口営業終了[4][5]。
  - 3月1日：みどりの券売機プラス導入[4][5]。

## 駅構造

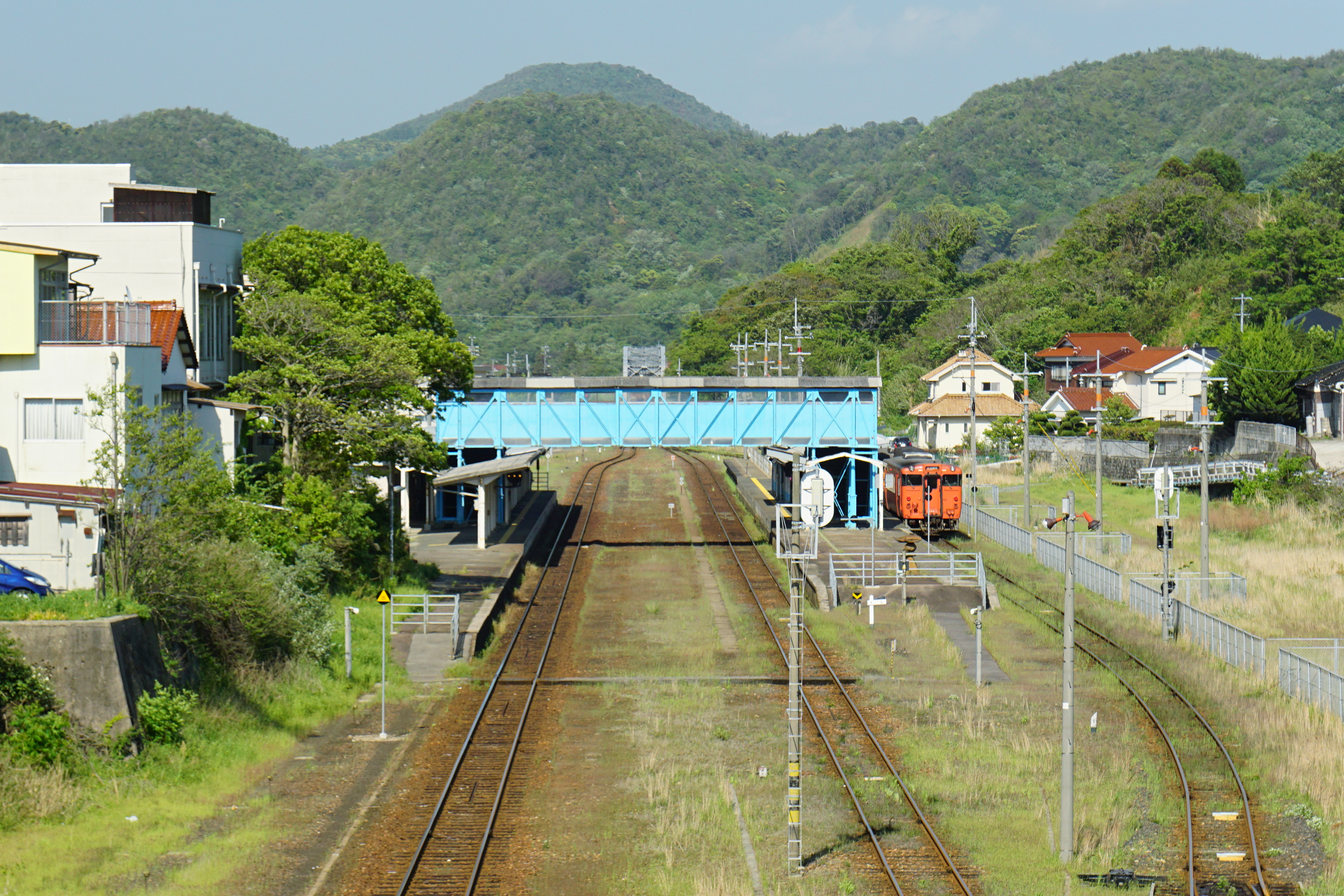
構内（2018年5月）

単式ホーム1面1線（1番のりば）と島式ホーム1面2線（2・3番のりば）、計2面3線を有する地上駅。1番のりばは駅改札口に直結している。2・3番のりばへは跨線橋（バリアフリー未対応）を渡る。
当駅からは以前日本製紙ケミカル江津事業所（旧・日本製紙江津工場）へ専用線が延びていた。
浜田鉄道部管理 の直営駅。早朝・夜間は無人となる。自動券売機・みどりの券売機プラスが設置されている。

### のりば
| のりば | 路線     | 方向                     | 行先                     |
| ------ | -------- | ------------------------ | ------------------------ |
| 1      | 山陰本線 | 上り                     | 出雲市・松江方面         |
| 2      | 山陰本線 | 下り                     | 浜田・益田方面           |
| 3      | 山陰本線 | （上下ともに一部の列車） | （上下ともに一部の列車） |

付記事項
- 三江線列車は3番のりばを使用していた[2]。なお、3番のりばから出雲市方面（上り）への発車も可能で、山陰本線の上下共用待避線としての役割も担うが、2008年（平成20年）3月15日改正現在、当駅での待避列車は上下双方共に設定されておらず、山陰本線列車で3番のりばを使用するのは一部下り列車（三江線からの直通を含む）のみとなっていたが、2016年（平成28年）11月19日時点[16] のダイヤでは特急を待ち合わせる列車（下り1本・上り2本）が存在する。
- 朝には当駅始発・浜田方面行列車もある。なお、浜田発22時台の当駅止まりは、2021年10月1日で廃止となった[17] が、2022年3月12日の改正で、新たに浜田発21時台最終列車が当駅止まりとなった。

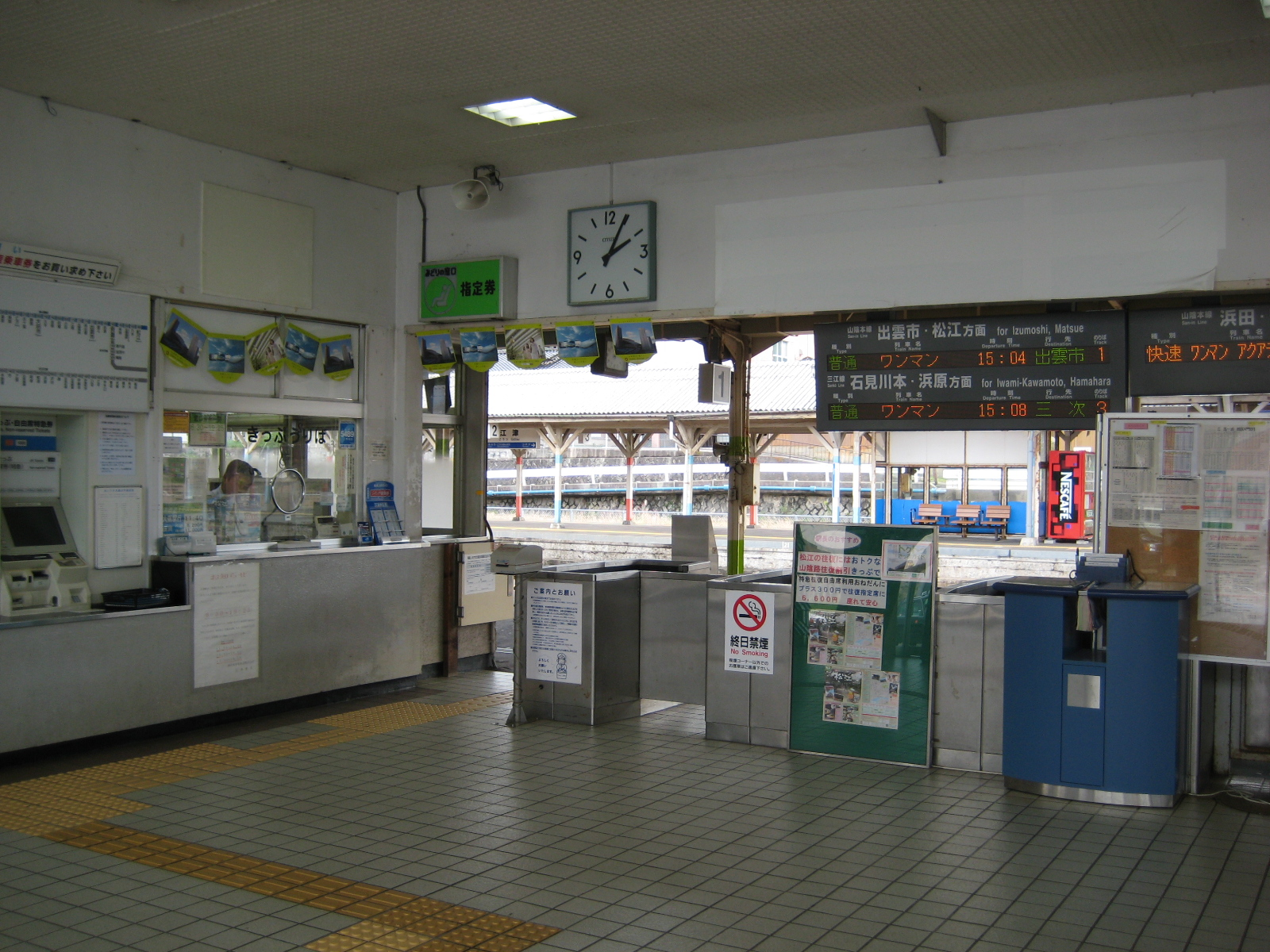
改札口（2011年10月）
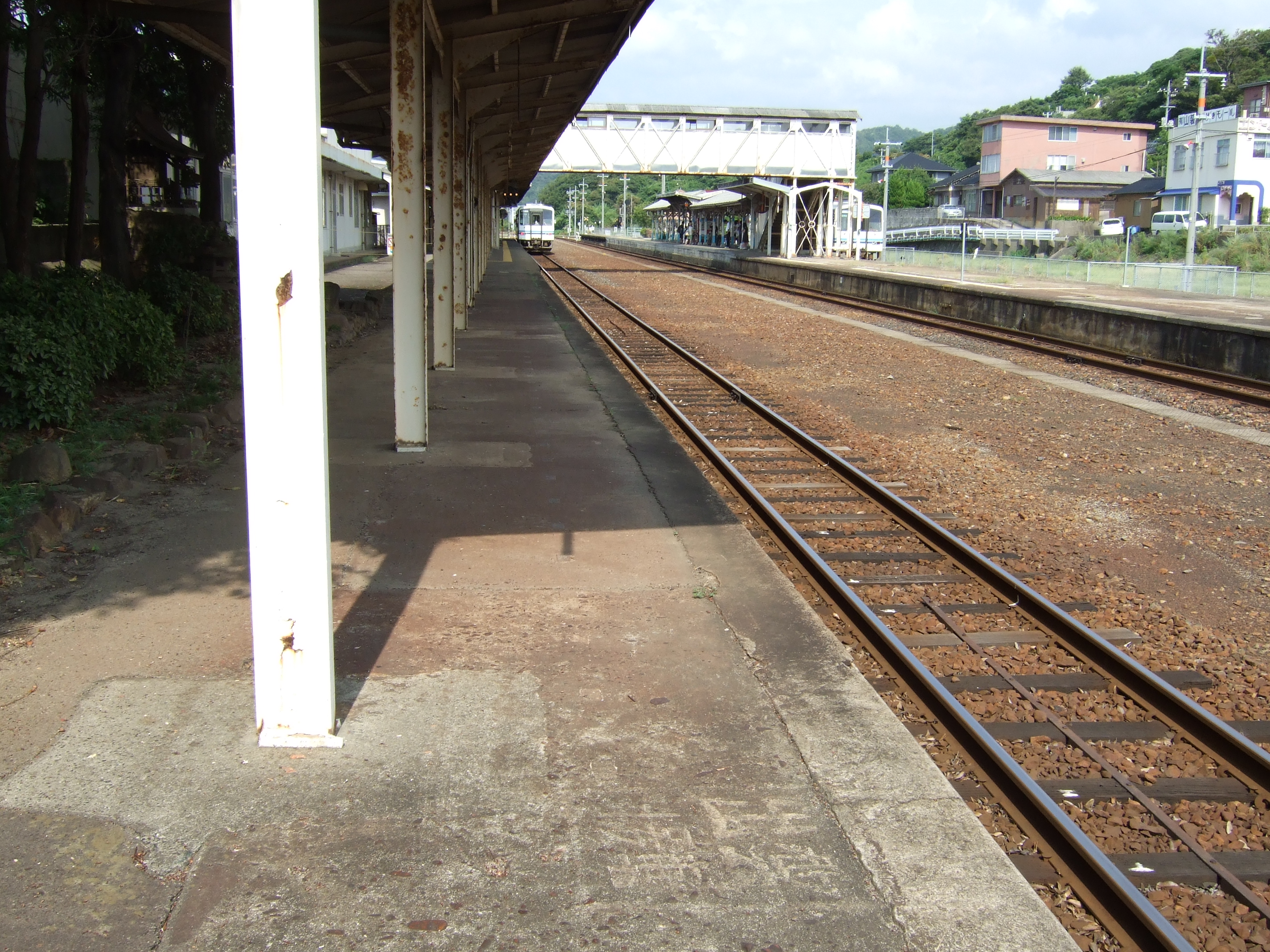
1番のりば（2008年8月、嵩上げされていない西端から）
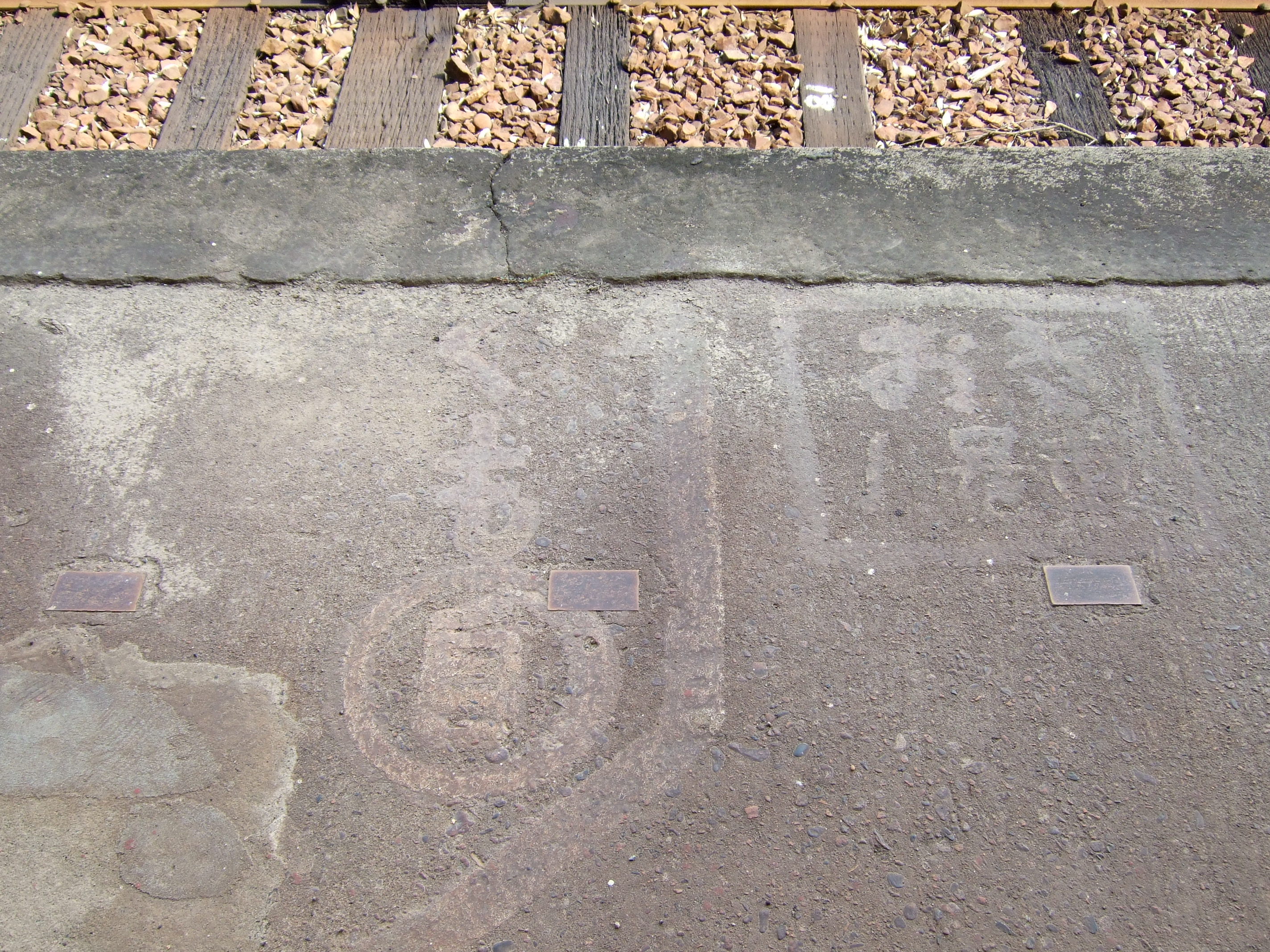
1番のりばに残る、「やくも」と「おき」の乗車位置跡（2008年）
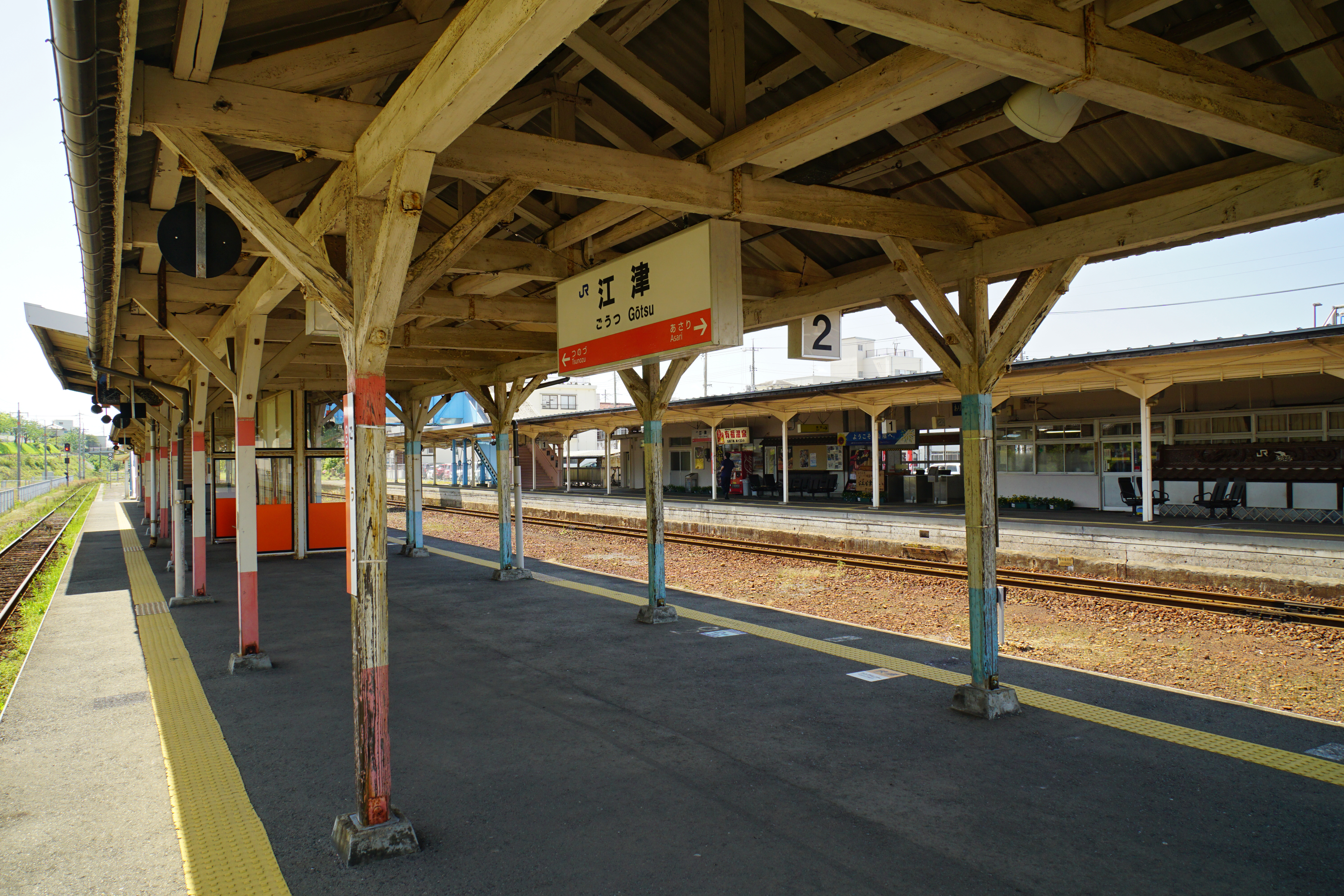
2番・3番のりば（2018年5月）

## 利用状況
2022年度の1日平均乗車人員は201人である。1994年度は916人、1984年度は1,013人であった。。
近年の1日平均乗車人員の推移は以下の通り。
| 乗車人員推移 | 乗車人員推移 |
| 年度         | 1日平均人数  |
| ------------ | ------------ |
| 1999         | 805          |
| 2000         | 739          |
| 2001         | 693          |
| 2002         | 645          |
| 2003         | 650          |
| 2004         | 624          |
| 2005         | 603          |
| 2006         | 567          |
| 2007         | 563          |
| 2008         | 533          |
| 2009         | 429          |
| 2010         | 424          |
| 2011         | 388          |
| 2012         | 386          |
| 2013         | 371          |
| 2014         | 373          |
| 2015         | 369          |
| 2016         | 392          |
| 2017         | 428          |
| 2018         | 369          |
| 2019         | 342          |
| 2020         | 253          |
| 2021         | 219          |
| 2022         | 201          |

## 駅周辺
以前は駅前が市の中心地だったが、郵便局と銀行以外の商業施設は山陰道を400m程浜田側へ進んだ道路沿いに移りつつある。
- パレットごうつ
- 江津市役所
- 江津警察署
- ゆめタウン江津
- 江津郵便局
- 山陰合同銀行
- 島根銀行
- 日本海信用金庫
- 中国労働金庫
- 江津市立江津中学校
- 島根県立江津工業高等学校
- 済生会江津総合病院
- 丸子山公園[2]
- 国道9号
- 広島県道・島根県道112号三次江津線
- 島根県道238号江津港線
- 江の川

## バス乗り場

### 路線バス
- 石見交通
  - 江津市内線（渡津・嘉戸塩田方面行き）

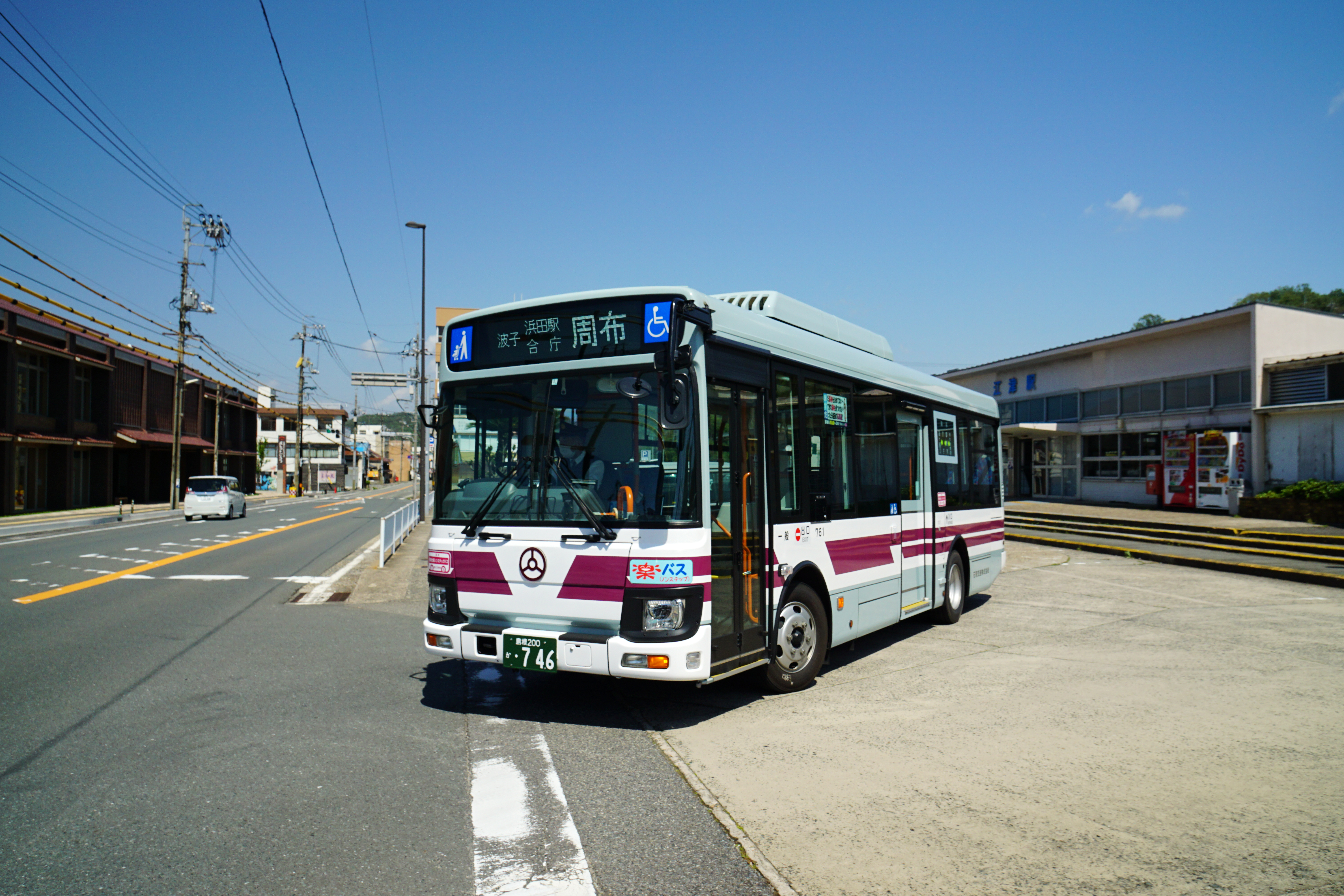
石見交通バス

  - 江津川本線（川平駅・川戸駅・石見川本駅方面行き）
  - 周布江津線（下府駅・浜田駅・周布方面行き）
  - 大田江津線（仁万駅・大田市駅方面行き）
  - 波積線（波積・大家方面行き）
- 江津市生活バス
  - 江津有福線（都野津駅・有福温泉行き）

### 高速バス
- 浜田道エクスプレス大阪号（JRバス中国） - ＜昼行＞大阪行き

## その他
- 三江線の各駅には三江線活性化協議会によって石見神楽の演目名にちなんだ愛称が付けられており、当駅の愛称は「八十神」であった[1][18]。

## 隣の駅
※山陰本線の特急「スーパーおき」「スーパーまつかぜ」はすべて停車する。隣の停車駅は、各列車記事を参照のこと。
西日本旅客鉄道（JR西日本）
 山陰本線
浅利駅 - 江津駅 - 都野津駅

### かつて存在した路線
西日本旅客鉄道（JR西日本）
 三江線
江津駅 - 江津本町駅

#### 統計資料
1. ↑  “島根県統計書”. しまね統計情報データベース.   島根県政策企画局. 2025年2月4日閲覧。